# Бердукаев, Сулейман
Сулейма́н Бердука́ев (род. 19 ноября 1987, Веденский район, Чечено-Ингушская АССР) — российский боксёр чеченского происхождения, бронзовый призёр чемпионата России 2008 года, мастер спорта России.
Родился 19 ноября 1987 года в Веденском районе. В 2001 году стал заниматься боксом. Выпускник Грозненского государственного нефтяного института. Представляет спортивный клуб «Динамо» (Грозный). Тренер Беслан Кадыров.

## Спортивные результаты
- Победитель Кубка мира 2005 года среди нефтедобывающих стран;
- Чемпионат России по боксу 2008 года — ;
- Чемпион Южного Федерального округа 2008 года.